# Katelin Guregian
Katelin Guregian (* 16. August 1987 als Katelin Snyder in Nashua, New Hampshire) ist eine US-amerikanische Steuerfrau im Rudern. Sie ist Olympiasiegerin und vierfache Weltmeisterin mit dem Achter.
Snyder begann 2003 an der High School mit dem Rudersport. Bei U23-Weltmeisterschaften gewann sie 2006 und 2008 mit dem Achter die Goldmedaille, 2007 erhielt sie die Bronzemedaille. In der Saison 2009 gewann sie mit dem Achter ihren ersten Weltmeistertitel in der Erwachsenenklasse, 2010 kehrte die Olympiasiegerin von 2008 Mary Whipple ins Boot zurück und verdrängte Katelin Snyder. Nach dem Olympiasieg 2012 beendete Whipple dann ihre Karriere, seither steuert Snyder den Achter.
Snyder gewann unter diesem Namen vier Weltmeistertitel in der Erwachsenenklasse: 2009, 2013, 2014 und 2015. Ihr bis dahin größter Erfolg war der Olympiasieg 2016 in Rio de Janeiro. Seit 2006 ist der US-Achter bei Olympischen Spielen und Weltmeisterschaften ungeschlagen.
2017 belegte der US-Achter den vierten Platz bei den Weltmeisterschaften. 2018 steuerte Katelin Guregian unter ihrem neuen Namen den amerikanischen Achter zur Goldmedaille bei den Weltmeisterschaften in Plowdiw. 2019 belegte der Achter aus den Vereinigten Staaten den dritten Platz bei den Weltmeisterschaften in Linz hinter den Booten aus Neuseeland und aus Australien.